# Коллинз, Винсент
Винсент Коллинз (англ. Vincent Collins, известен как Винс Коллинз, англ. Vince Collins, род. 1944) — американский режиссёр и мультипликатор.

## Биография
В начале 1970-х учился в Художественном институте Сан-Франциско (San Francisco Art Institute), в 1975 г. получил «Студенческий Оскар» за лучшую мультипликацию.
На протяжении 1970-х годов в своей работе ориентировался на экспериментальную мультипликацию и андеграундное кино.
В 1980-х годах экспериментировал с 3D-графикой и виртуальной реальностью, в 1990-х стал заниматься экспериментами в Интернете.

## Фильмография

### Режиссура
- 1974 — Эйфория / Euphoria
- 1982 — Порок в Стране Чудес / Malice in Wonderland
- 1984 — Жизнь это вспышка перед глазами / Life Is Flashing Before Your Eyes
- 1998 — Всеобщий хаос: Анимация без цензуры / General Chaos: Uncensored Animation

### Спецэффекты
- 1984 — Санта-Барбара / Santa Barbara  (1 сезон, 76 серия)

### Мультипликация
- 1974 — Эйфория / Euphoria
- 1982 — Порок в Стране Чудес / Malice in Wonderland
- 1984 — Жизнь это вспышка перед глазами / Life Is Flashing Before Your Eyes